# オーラン・ジョーンズ
オーラン・ジョーンズ（O-Lan Jones、1950年5月23日 - ）は、アメリカ合衆国カリフォルニア州ロサンゼルス生まれの女優・脚本家である。

## 来歴
1950年ロサンゼルスに生まれる。劇作家・俳優であるサム・シェパードと結婚していたが、1984年に離婚している。
脇役ながらクセのある役柄も多く、ティム・バートン監督の『シザーハンズ』においてはジョニー・デップ演じるエドワードを悪魔呼ばわりする風変りな女エズメラルダを演じた。後に『マーズ・アタック!』でバートン映画に再び出演して、ルーカス・ハースとジャック・ブラックの母親を演じている。テレビシリーズの『マーシャル・ロー』では、香港スターのサモ・ハン・キンポーと共演。
なお『シザーハンズ』において劇中で彼女が演奏するオルガンの曲は、彼女が作曲したものである。
1993年には映画『Shelf Life』（ポール・バーテル監督）の脚本を担当した。

## 出演作品

### 映画
- Die Laughing (1980)
- アウト Out (1982)
- ライトスタッフ The Right Stuff (1983)
- 愛されちゃって、マフィア Married to the Mob (1988)
- How I Got Into College (1989)
- Martians Go Home (1990)
- シザーハンズ Edward Scissorhands (1991)
- ベートーベン Beethoven (1992)
- Shelf Life (1993)
- ナチュラル・ボーン・キラーズ Natural Born Killers (1994)
- マーズ・アタック! Mars Attacks! (1996)
- トゥルーマン・ショー The Trueman Show (1998)
- American Girl (2002)
- Queens of Country (2012)
- シロップ Syrup (2013)
- Child of Grace (2014)
- ミス・ペレグリンと奇妙なこどもたち Miss Peregrine's Home for Peculiar Children (2016)

### テレビドラマ
- となりのサインフェルド Seinfeld (1992)
- シカゴ・ホープ Chicago Hope (1995)
- 刑事ナッシュ・ブリッジス Nash Bridges (1996)
- Xファイル The X Files (1996)
- マーシャル・ロー Martial Law (1998)
- コミ・カレ!! Community (2015)

### 脚本
- Shelf Life (1993)

### 作曲
- シザーハンズ Edward Scissorhands (1992)
- Shelf Life (1993)